# Быстрее послушать
Быстрее послушать — второй студийный альбом проекта Vas’ музыканта и радиоведущего Нарека Арутюнянца, выпущенный 26 февраля 2021 года.
Каждая из песен альбома исполнена Арутюнянцем дуэтом с каком-либо другим музыкантом, среди которых Евгений Маргулис, Яна Блиндер, Анна Парагис, VLNY и другие.

## Список композиций
| №                   | Название                                            | Длительность |
| ------------------- | --------------------------------------------------- | ------------ |
| 1.                  | «Будет ли это важно через год (feat. Yana Blinder)» | 3:03         |
| 2.                  | «Бинго (feat. Margosha)»                            | 3:16         |
| 3.                  | «Оставь свет включённым (feat. VLNY)»               | 3:29         |
| 4.                  | «Голышом (feat. PARAGIS)»                           | 3:58         |
| 5.                  | «Быстрее послушать (feat. Бахус)»                   | 4:48         |
| 6.                  | «Каково? (feat. Dezery)»                            | 4:21         |
| 7.                  | «Без наркотиков (feat. Yana Blinder)»               | 3:22         |
| 8.                  | «Громко (feat. Boris Plotnikov)»                    | 1:58         |
| 9.                  | «Плыви (feat. Manysheva)»                           | 4:05         |
| 10.                 | «Успокоения ради (feat. Женя Ефимова)»              | 4:08         |
| 11.                 | «1/2 или 1/3 (feat. ЛАВ)»                           | 5:36         |
| 12.                 | «Цитаты великих людей (feat. Евгений Маргулис)»     | 3:00         |
| Общая длительность: | Общая длительность:                                 | 45:04        |

## История создания
По словам самого Арутюнянца, первоначально он собирался выпустить альбом в ноябре 2020 года — через два года после дебютного альбома Artefakty, однако не уложился в срок из-за сложности совместного продюсирования, а также поиска соисполнителей (согласны были далеко не все). «Я испытывал ответственность: треки должны быть близки не только мне, но и моим сопродюсерам и артистам, с которыми я пел дуэтом».

## Критика
Критики в целом положительно оценили альбом, при этом Алексей Мажаев посчитал, что альбом не будет иметь массовой популярности: «альбом вообще на любителя — любителя акустического рока, бард-рока, задумчивых приблюзованных баллад и тёплого лампового звука».